# Xylocopa varipuncta
Xylocopa varipuncta är en biart som beskrevs av William Hampton Patton 1879. Den ingår i släktet snickarbin och familjen långtungebin. Inga underarter finns listade i Catalogue of Life.

## Beskrivning
Ett stort, kraftigt byggt bi, med en kroppslängd mellan 18 och 26 mm. Vikten kan uppgå till 2 gram. Könsdimorfismen är mycket stor: Honan är svart, med en metallisk, mässingsfärgad glans och utan större hårväxt, medan hanen har en kraftig, gulbrun päls som täcker större delen av kroppen. Han har dessutom gröna ögon.

## Ekologi
Likt många andra bin får Xylocopa varipuncta betraktas som en varmblodig insekt; undersökningar har visat, att temperaturen i mellankroppen, där de värmealstrande flygmusklerna sitter, är mellan 6º och 24º högre än omgivningen, beroende på dennas temperatur. Den faktiska mellankroppstemperaturen kan variera mellan 33º och 45º vid en lufttemperatur på från 12º till 40º.
Arten är polylektisk, den hämtar nektar och pollen från flera familjer av blommande växter, som korgblommiga växter (solrosor), korsblommiga växter (kårlar),  ärtväxter (akacior, Parkinsonia aculeata och Prosopis juliflora), kransblommiga växter (salvia-arten Salvia clevelandii och lammöron), fackelblomsväxter (blossblommor) samt sesamväxter (sesamer).

### Fortplantning
Honan inrättar sina larvbon i gångar som hon gräver i träd och obehandlat trävirke som bland annat stommar till trähus, telefonstolpar, trädäck, och trämöbler för utomhusbruk. Det är vanligt att hon återvänder till samma larvbo som hon kläcktes från och rensar och utökar detta. Gångarna är mellan 15 och 25 cm långa med larvceller som fylls med en blandning av pollen och nektar, varpå ett ägg lägges på mathögen. Äggen är mycket stora, upp till 15 mm långa. De nya bina återvänder till boet för att övervintra. Som alla snickarbin är Xylocopa varipuncta ett solitärt, det vill säga icke samhällsbildande bi; dock stannar honan vanligtvis kvar i boet för att vakta och mata larverna; vissa av de nya honorna återvänder dessutom till boet för att hjälpa till med dessa sysslor. Arten kan på så sätt sägas ha vissa, primitivt sociala drag. Eftersom snickarbin är långlivade, de kan leva i upp till 3 år, används bogångarna även för övervintring. Hanarna kommer vanligtvis fram ur vinterdvalan i mars till april. De samlas då kring icke-blommande växter, där de utlöser feromoner för att locka till sig honor. Hanarna etablerar revir kring växterna och försöker att köra bort andra hanar. De väljer inte ut något lämpligt område för larvboet, utan detta lämnas åt honorna.

## Utbredning
Arten förekommer i västra Nordamerika vid dess Stillahavskust, från Kalifornien över Texas i USA till Baja California i Mexiko.